# Гарфилд и его друзья
«Га́рфилд и его друзья» (англ. Garfield And Friends) — американский мультипликационный сериал, основанный на персонажах комиксов Джима Дэвиса.
Выходил на протяжении семи сезонов с 1988 по 1995 год. Производство было прекращено в 1994 году на волне зрительского успеха по финансовым соображениям. За весь период существования мультсериала создатели «Гарфилда» получили 4 премии «Эмми». Посредством телевизионной синдикации транслировался в 80 странах мира и был переведён более, чем на 40 языков.
В 2019 году права на франшизу перешли к Nickelodeon, который, в свою очередь, запустил в производство новый мультсериал о коте и о его друзьях.

## Сюжет
Гарфилд относится к семейству кошачьих, представляет собой упитанное нахальное животное, хотя сам о себе он так не думает, так как исключительно самолюбив. Любимое лакомство Гарфилда — лазанья, можно даже сказать, что кот живёт исключительно ради этого блюда и именно по этой причине не может выдержать ни одной диеты.
У Гарфилда, безусловно, много друзей, при этом одни из самых верных — это его добродушный хозяин Джон и забавный пёс Оди, которого кот хоть и считает тупейшим созданием в мире и издевается над ним как только может, но в то же время они между собой не раз проявляли настоящую дружбу. Также у Гарфилда есть девушка Пенелопа, хотя в некоторых сериях фигурируют и другие возлюбленные кошки Гарфилда.
Каждая серия начиналась с того, что закадровый голос Гэри Оуэнса представлял шоу следующим образом: «Ladies and gentlemen, Garfield and Friends!». В первых пяти сезонах Гарфилд отбивал чечётку через забор и включал проигрыватель. Начиная с шестого сезона, показывался полный концертный зал. В седьмом (и последнем) сезоне на заставке, которая представляла собой склейку кадров с котом из разных серий в контексте разных жизненных ситуаций, была использована зажигательная песня в стиле рэп, спетая Дж. Р. Джонстоном. Эта заставка не попадала на DVD-диски и телепоказы во всех странах синдикации, кроме оригинального канала показа CBS в США (на DVD-дисках и во всех международных версиях эта рэп-тема заменена на трек «Мы готовы к вечеринке»), только в релизах на пиратских и полулегальных видеокассетах 1990-х годов.

## Персонажи
- Гарфилд (англ. Garfield) — рыжий полосатый кот, который предпочитает проводить время за едой (любимые блюда: пицца, паста и лазанья, так как родился в итальянском ресторане), а также спит и смотрит телевизор.
- Джон (англ. Jon) — молодой холостой и закомплексованный мультипликатор[25], который никак не может найти себе девушку на всю жизнь. Единственное, что ему удаётся — общаться хорошо с ветеринаром Лиз, которая, в свою очередь, не рассматривает Джона как кандидатуру.
- Оди (англ. Odie) — пёс Джона[26], которого Гарфилд считает тупейшим созданием на планете. Зачастую кот обижает Оди, хотя порой они вместе выполняют некоторые задания и дружат.
- Нёрмал (англ. Nermal) — кот подруги Джона[уточнить], самый привлекательный котёнок по версии всех, кроме Гарфилда, который главной целью в своей жизни считает спровадить её почтой в Абу-Даби[25].
- Клоун Бинки (англ. Binky the Clown) — телезвезда города, в котором живёт Джон со своими питомцами. Раздражает Гарфилда своими глупыми шутками, от которых часто страдает и сам кот[25].
- Лиз (англ. Liz) — ветеринар Гарфилда и Оди, лучшая подруга Джона.
- Opcoн (англ. Orson) — поросёнок, главное животное на ферме, любит читать книги, лёжа в своем болоте. Командует всеми своими подопечными, муштрует Роя за его лень и защищает Уэйда от подстерегающих его опасностей. Когда читает книги, его воображение неумышленно переносит всю ферму в события произведения.
- Poй (англ. Roy) — петух-пранкер, бездельник. В основном, подшучивает над Уэйдом, хотя другие жители фермы также от него страдают.
- Уэйд (англ. Wade) — утка, которая боится всего и всех подряд, даже бабочек. Ходит в спасательном круге с вырезанной на нём утиной головой, которая повторяет все движения головы Уэйда.
- Бo (англ. Bo) — добродушный, ответственный баран, который часто помогает Орсону в хозяйстве.
- Ланолинa (англ. Lanolina) — сестра Бо, также ответственная, но злая: любит спорить с братом абсолютно на любые темы.
- Брукеp (англ. Brooker) — цыплёнок, который увлекается ловлей червей.
- Шелдон (англ. Sheldon) — недовылупившийся брат Брукера, яйцо с торчащими из скорлупы ножками. Из-за своей неполноценности не может ничем помочь своим друзьям, поэтому часто ходит вместе со своим братом за компанию.

## Список серий[27]

### Сезон 1
1. Тишина и покой — Разыскивается: Уэйд — Гарфилд на Гавайях
2. Весёлая Коробка — Неопознанный  летающий Орсон — Школа послушания
3. Ночной Кошмар — Банановый нос — Ода Одди
4. Гарфилд, не бойся — Шелдон в скорлупе — И нечего чихать
5. Перемещающий опыт Гарфилда — Уэйд, которого ты боишься — Хорошая мышь
6. Сложность идентификаций — Плохая игра — На дереве
7. Весомая проблема — Охота на червяка — Плохой кот, Хороший кот
8. Голод и одиночество — Возвращение могучей свиньи — Справедливый обмен
9. Шоу Бинки — Соблюдайте спокойствие — Не двигайся
10. Волшебная палочка — Короткая история — Проклятие понедельника
11. Самый породистый — День крахмального пудинга — Всё про Одди
12. Мститель в плаще — Уэйд учиться летать — Горе-садоводы
13. Не забывай меня — Я люблю, когда ты рядом — Борьба с покупками

### Сезон 2
1. Незваный гость — Кто смеётся последним — Толстые и пушистые
2. Пока ты спал — Хватижение — Не будите спящего кота
3. Ворота большого города — Яичница-болтунья — Ганс и Гарфилд
4. Грязевой монстр + Судьбоносное печенье + Микроволновый выходной
5. Один хороший папоротник заслуживает другого — Круговорот добра — Чёрная книга
6. Легенда об озере — Секретный агент Орсон — Здоровая вражда
7. Увольнение Бинки + Огни рампы + Красавица и Чудовище
8. Лазаньевая зона — Спящий поросёнок — Гарфилд-телохранитель
9. Как проучить бандита + Месть петуха + Свет! Камера! Гарфилд!
10. Ранчо "Хорьковые равнины" — Хрю-Хрю Геракл — Умник
11. Основное блюдо + Ничего смешного + Нападение Гуппи-Мутантов
12. Рободи — Первая аптечка Уэйда — Video Victim
13. The Curse of the Klopman — Mud Sweet Mud — Rainy Day Dreams
14. Basket Brawl — Origin of Power Pig — Cactus Jack Rides Again
15. Binky Goes Bad! — Barn of Fear — Mini-Mall Matters
16. Attention Getting Garfield — Swine Trek — It Must Be True!
17. Arrivederci, Odie! — Gort Goes Good — Feeling Feline
18. The Bear Facts — Nothing To Be Afraid Of — The Big Talker
19. Cactus Makes Perfect — Hogcules II — Crime and Nourishment
20. T.V. of Tomorrow — Little Red Riding Egg — Well-Fed Feline
21. Invasion of the Big Robots — Shelf Esteem — Housebreak Hotel
22. First Class Feline — Hamelot — How to Be Funny!
23. Mystic Manor — Flop Goes the Weasel — The Legend of Long Jon
24. China Cat — Cock-a-Doodle Dandy — Beach Blanket Bonzo
25. Lemon-Aid — Hog Noon — Video Airlines
26. The Mail Animal — Peanut-Brained Rooster — Mummy Dearest

### Сезон 3
1. Skyway Robbery — The Bunny Rabbits Is Coming! — Close Encounters of the Garfield Kind
2. Astro-Cat! — Cock-A-Doodle Duel — Cinderella Cat
3. Ship Shape — Barn of Fear II — Break a Leg
4. Twice Told Tale — Orson Goes on Vacation — Wedding Bell Blues
5. Clean Sweep — Secrets of the Animated Cartoon — How the West Was Lost
6. Binky Gets Cancelled Again! — Orson’s Diner — Flat Tired
7. Return of the Buddy Bears — Much Ado About Lanolin — Reigning Cats and Dogs
8. Fit for a King — Ben Hog — Dessert in the Desert
9. Hound of the Arbuckles — Red Alert — Urban Arbuckle
10. Odielocks and the Three Cats — Quack to the Future — Beddy Buy
11. Count Lasagna — Mystery Guest — Rodent Rampage
12. Feline Felon — The Legal Eagle — The Cactus Saga
13. D.J. Jon — Cornfinger — Five Minute Warning
14. Wonderful World — The Orson Awards — The Garfield Workout
15. All Things Fat and Small — Robin Hog — Hare Replacement
16. Stick to It — Orson in Wonderland — For Cats Only
17. Mistakes Will Happen — The Well Dweller — The Wise Man
18. Star Struck — Election Daze — Dirty Business

### Сезон 4
1. The Legend of Cactus Jupiter — Birthday Boy Roy — Jukebox Jon
2. Squeak Previews — Dr. Jekyll & Mr. Wade — A Tall Tale
3. Moo Cow Mutt — Big Bad Buddy Bird — Angel Puss
4. Trial and Error — An Egg-Citing Story — Supermarket Mania
5. Frankenstein Feline — Weatherman Wade — Fill-in Feline
6. Polar Pussycat — Over the Rainbow — Remote Possibilities
7. Night of the Living Laundromat — Fast Food — Cash and Carry
8. Speed Trap — Flights of Fantasy — Castaway Cat
9. Mind Over Matter — Orson at the Bat — The Multiple Choice Cartoon
10. Galactic Gamesman Garfield — Sly Spy Guy — The Thing That Stayed
11. Bouncing Baby Blues — The Ugly Duckling — Learning Lessons
12. Robodie II — For Butter or Worse — Annoying Things
13. Guaranteed Trouble — Fan Clubbing — A Jarring Experience
14. The Idol of Id — Bedtime Story Blues — Mamma Manicotti
15. The Pizza Patrol — The Son Also Rises — Rolling Romance
16. The Animated, Automated Cartoon — It’s a Wonderful Wade — Truckin' Odie

### Сезон 5
1. Home Away from Home — Rainy Day Robot — Odie the Amazing
2. Home Sweet Swindler — Forget-Me-Not Newton — The Great Inventor
3. Taste Makes Waist — The Wolf Who Cried Boy — Day of Doom
4. Country Cousin — The Name Game — The Carnival Curse
5. Renewed Terror — Badtime Story — Tooth or Dare
6. The First Annual Garfield Watchers Test — Stark Raven Mad — The Record Breaker
7. The Kitty Council — The Bo Show — Bad Neighbor Policy
8. Canvas Back Cat — Make Believe Moon — The Creature That Lived in the Refrigerator
9. Cute for Loot — The Caverns of Cocoa — Dream Date
10. Airborne Odie — Once Upon A Time Warp — Bride and Broom
11. Dummy for Danger — Sooner or Later — Jumping Jon
12. The Worst Pizza in the History of Mankind — Jack II, The Rest of the Story — The Garfield Opera
13. Cartoon Cat Conspiracy — Who Done It — The Picnic Panic
14. Sound Judgment — Gross Encounters — The Perils of Penelope
15. Ghost of a Chance — Roy Gets Sacked — Revenge of the Living Lunch
16. Supersonic Seymour — A Mildly Mental Mix-Up — The Garfield Rap

### Сезон 6
1. A Vacation from his Senses — The Incredibly Stupid Swamp Monster — Dread Giveaway
2. The Wright Stuff — Orson Express — Safe at Home
3. Jon the Barbarian — Uncle Roy to the Rescue — The Kitten and the Council
4. Next-Door Nuisance — What’s It All About, Wade — Bigfeetz
5. Canine Conspiracy — Snow Wade and the 77 Dwarfs I — The Genuine Article
6. The Best Policy — Snow Wade and the 77 Dwarfs II — Fishy Feline
7. The Pie-Eyed Piper — Fine-Feathered Funny Man — Sweet Tweet Treat
8. The Floyd Story — How Now, Stolen Cow — The Second Penelope Episode
9. Dr. Jekyll and Mr. Mouse — Payday Mayday — How to Drive Humans Crazy
10. Date of Disaster — A Little Time-Off — The Longest Doze
11. Stairway to Stardom — The Return of the Incredibly Stupid Swamp Monster — The Life and Times of the Lasagna Kid
12. Magic, Monsters and Manicotto — The Midnight Ride o fPaul Revere’s Duck — Unreal Estate
13. Lost and Foundling — Winter Wonderland — Films and Felines
14. The Garfield Musical — Mind Over Mevlin — Madman Meets His Match
15. Knights and Daze — Holiday Happening — Jailbird Jon
16. The Third Penelope Episode — Hare Force — Garfield’s Garbage Can and Tin Pin Alley Revue

### Сезон 7
1. Change of Mind — Temp Trouble — The Perfect Match
2. The Legend of Johnny Ragweedseed — Grape Expectations I — Catch As Cats Can’t
3. A Matter of Conscience — Grape Expectations II — Top Ten
4. My Fair Feline — Double Trouble Talk — Half-Baked Alaska
5. Puss in High-Tops — Egg Over Easy I — The Beast from Beyond
6. Model Behavior — Egg Over Easy II — Another Ant Episode
7. Guy of Her Dreams — The Discount of Monty Cristo — The Fairy Dogmother
8. The Stand-Up Mouse — Daydream Doctor — Happy Garfield Day
9. Sit on It — Kiddy Korner — Brainware Broadcast
10. The Suburban Jungle — The Thing In The Box — The Feline Philosopher
11. Thoroughly Mixed-Up Mouse — The Old Man of the Mountain — Food Fighter
12. The Jelly Roger — The Farmyard Feline Philosopher — Dogmother II
13. Alley Katta and the 40 Thieves — If It’s Tuesday, This Must be Alpha Centauri — Clash of Titans
14. Canned Laughter — Deja Vu — The Man Who Hated Cats
15. The Horror Hostess I — Newsworthy Wade — The Horror Hostess II
16. Arbuckle the Invincible — The Monster Who Couldn’t Scare Anybody — The Ocean Blue

## Восприятие
Рецензент Михаил Иванов в одном из своих сборников «Видеогид» писал о мультсериале следующее:

Программа состоит из нескольких забавных эпизодов о самом ленивом коте в мире — Гарфилде. Где бы Гарфилд ни появлялся: на Диком Западе, на ферме, дома или на улице, в самых опасных приключениях его не покидает ленивое, невозмутимое и нагловатое выражение лица, простите — морды. Хуже всех, конечно, приходится его хозяину. Остроумные диалоги и неплохая анимация. Мультфильм не из самых простых, и маленькие дети могут его не понять. Рекомендуется для детей от 6 и старше.